# Вилялмур Стефансон
Вилялмур Стефансон или Уилялмур Стефансън (на английски: Vilhjalmur Stefansson) ( – 26 август 1962) е канадски арктически изследовател, етнограф, писател.

## Ранни години (1879 – 1904)
Роден като Уилялмур Стефансън на 3 ноември 1879 година в Гимли, провинция Манитоба, в семейство на потомствени исландци, емигрирали в Канада две години по-рано. След като семейството загубва две деца в опустошително наводнение, през 1880 се премества в Северна Дакота, САЩ.
Стефансън израства във ферма, което не му попречва да завърши училище, а след това и университета в Северна Дакота и Айова (1903). Докато е в колежа променя името си на Вилялмур Стефансон. След това следва богословие и антропология в Харвардския университет.
През 1904 и 1905 г., още студент, Вилялмур извършва археоложки и етнографски изследвания в Исландия за музея Пибоди в Харвард.

## Експедиционна дейност (1904 – 1918)
През 1906 – 1907 едновременно два университета – в Харвард и Торонто, го изпращат в района на устието на река Маккензи и в Северна Аляска за извършване на етнографски изследвания. Стефансон пребивава при ескимосите в тези райони като изучава езика и обичаите им. Собственият му опит го убеждава в това, че и съвременния цивилизован човек е способен да живее, така както живеят ескимосите в условията на арктичния север.
През 1908 възглавява експедиция организирана от музея по естествена история на Канада и от 1908 до 1912 изследва северното крайбрежие на Северна Америка от нос Бароу (156º 40` з.д.) до залива Коронейшън (112º 40` з.д.).
От 1913 до 1918 възглавява правителствена канадска арктическа експедиция за изследване на море Бофорт. Експедицията се състои от 15 души, от тях девет британци, двама американци, един норвежец – Сторкер Сторкерсон и трима канадци, в т.ч. Стефансон. Всички участници в експедицията се съгласяват с условието поставено от Сторкерсон: да не се носят никакви хранителни припаси и ще се прехранват само с лов и риболов. През есента на 1913 експедицията се добира до нос Мартин (70°09′ с. ш. 143°16′ з. д. / 70.15° с. ш. 143.266667° з. д.) на северното крайбрежие на Аляска, където провежда зимуване.
На 22 март 1914 тръгват от нос Мартин на североизток и на 25 юни достигат до остров Норуей (73°42′ с. ш. 124°37′ з. д. / 73.7° с. ш. 124.616667° з. д.) близо до западното крайбрежие на остров Банкс, където провеждат второ зимуване.
През май и юни 1915 изследват северозападното крайбрежие на остров Принц Патрик (76°50′ с. ш. 120°00′ з. д. / 76.833333° с. ш. 120° з. д.) и на североизток от него, и на 19 юни откриват островите Брок (1000 км2), Борден (3500 км2) и Макензи Кинг (4900 км2). От там продължават на юг, покрай западния бряг на остров Мелвил и в средата на юли достигат до северното крайбрежие на остров Банкс (залива Мерси). Пресичат острова в югозападно направление, от залива Мерси до нос Келет (72°05′ с. ш. 125°35′ з. д. / 72.083333° с. ш. 125.583333° з. д.) и през август и септември изследват южното крайбрежие на острова до 72º с.ш. в протока Принц Уелски, където провеждат трето зимуване.
В началото на 1916 г., Стефансон от северното крайбрежие на Банкс пресича протока Макклур, продължава на север, достига до западната част на остров Брок – нос Мъри (78°00′ с. ш. 115°20′ з. д. / 78° с. ш. 115.333333° з. д.) и изследва северните брегове на островите Брок и Борден. След това пресича в североизточно направление протока Принц Густав Адолф и в края на май достига до п-ов Исаксен (северната част на остров Елеф Рингнес). Продължава в североизточна посока, пресича протока Пири и в средата на юни, на 80°00′ с. ш. 99°00′ з. д. / 80° с. ш. 99° з. д., открива остров Миън (Майген, 955 км2). От там тръгва на юг, преминава през протока Хасел (между остров Елеф Рингнес на запад и остров Амунд Рингнес на изток) и изследва западния бряг на остров Амунд Рингнес. На юг от остров Елеф Рингнес вторично открива остров Кинг Кристиан (645 км2, 77°50′ с. ш. 101°05′ з. д. / 77.833333° с. ш. 101.083333° з. д.). На югозапад от него открива протока Маклейн, а на югозапад от протока дооткрива о-вите Финдли (с най-голям остров Локхийд – 1312 км2, 77°30′ с. ш. 105°00′ з. д. / 77.5° с. ш. 105° з. д.). Групата провежда четвъртото си зимуване на източното крайбрежие на остров Мелвил.
През лятото на 1917 се завръщат в базата си на западното крайбрежие на остров Банкс и поради точа, че корабът, който трябва да ги върне в родината, не успява да се добере до остров Банкс, Стефансон и групата му продължават хидрографските, етнографските и метеорологичните си изследвания и по време на петото си зимуване. През 1918 корабът успява да се добере до базата им и групата се завръща в цивилизования свят на 16 септември 1918 след близо 5-годишно отсъствие.
По обширност изследваното арктическо пространство от Стефансон превъзхожда всички свои предшественици в Канадския Север.

## Следващи години (1918 – 1962)
След завръщането си от експедицията той чете лекции в клиниката в Рочестър, в които утвърждава, че през петте години проведени в Арктика, двамата със Сторкерсон са били изключително на месна диета, която не оказва никакво отрицателно въздействие на тяхното здраве. За потвърждение на своите думи продължава своята диета под наблюдението на екип от специалисти, които идват до заключението, че не се наблюдават никакви здравословни отклонения.
По-късно консултира множество организации, имащи отношение към Арктика или са свързани с нея. От 1932 до 1945 е консултант в аерокомпанията Панамерикан за нейните полярни полети. По време на Втората световна война е съветник в правителството на САЩ по отбранителните системи в Аляска и методите за оживяване в условията на Арктика. От 1947 и до смъртта си е куратор на учебните програми за Арктика в колежа в Дартмут.
Умира на 26 август 1962 година в град Хановер, щата Ню Хампшир, на 82-годишна възраст.

## Памет
Неговото име носят:
- езеро Стефансон (68°55′ с. ш. 124°59′ з. д. / 68.916667° с. ш. 124.983333° з. д.) в Северна Канада;
- залив Стефансон (67°20′ ю. ш. 59°08′ и. д. / 67.333333° ю. ш. 59.133333° и. д.) на Бряг Кемп, Земя Ендърби, Антарктида;
- нос Стефансон (80°09′ с. ш. 99°39′ з. д. / 80.15° с. ш. 99.65° з. д.), най-северната точка на остров Миен в Канадския арктичен архипелаг;
- остров Стефансон (73°20′ с. ш. 105°45′ з. д. / 73.333333° с. ш. 105.75° з. д.) в Канадския арктичен архипелаг;
- проток Стефансон (69°30′ ю. ш. 62°30′ з. д. / 69.5° ю. ш. 62.5° з. д.) в море Уедъл, отделящ остров Хърст от Антарктическия п-ов;
- река Стефансон Крийк (устие, 68°49′ с. ш. 125°17′ з. д. / 68.816667° с. ш. 125.283333° з. д.) в Северна Канада, десен приток на река Хортън.